# ساق‌بند

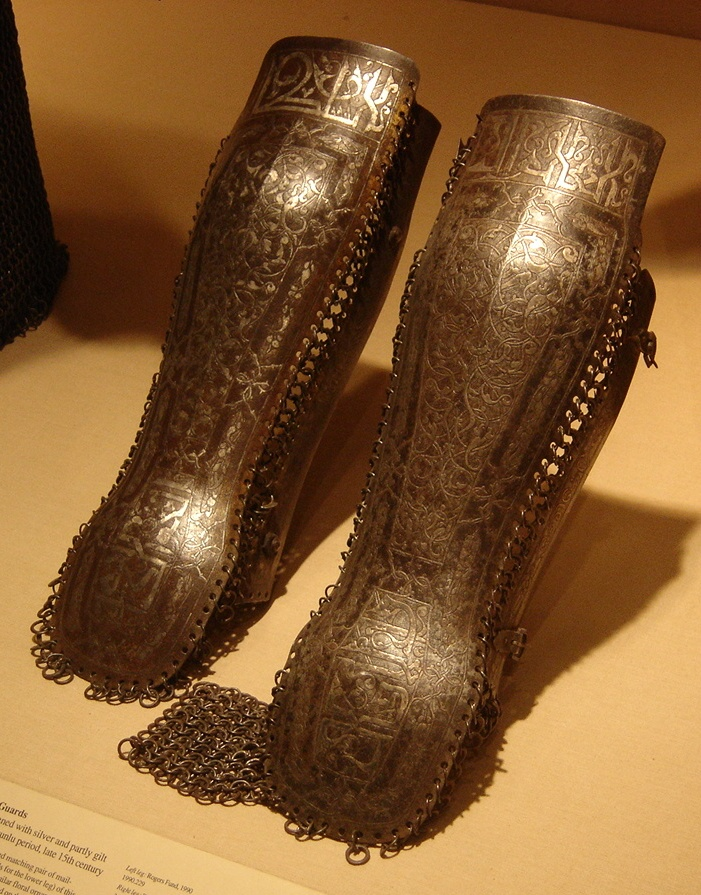
ساق بند نظامی متعلق به دودمان شیروانی در قرن پانزده میلادی. موزه هنر متروپولیتن نیویورک.

ساق‌بند نوعی پوشش و محافظ بدن است که از دوران قدیم کاربرد نظامی داشته‌است.